# Intercambiador Uwajimasakashizu
El Intercambiador Uwajimasakashizu (宇和島坂下津インターチェンジ Uwajimasakashizu-intāchenji?) es un intercambiador de la Ruta Uwajima que se encuentra en el distrito Sakashizu (坂下津?) de la Ciudad de Uwajima de la Prefectura de Ehime. 

## Características
Es un intercambiador parcial que sólo permite entrar para dirigirse hacia el Intercambiador Uwajimaminami. Se complementa con el Intercambiador Uwajimaasahi, ubicado más al norte.

## Cruce importante
- Ruta Nacional 56 (no en forma directa)

## Alrededores del intercambiador
- Área Industrial Sakashizu (坂下津産業団地 Sakashizu-sangyōdanchi?)

## Intercambiador anterior y posterior
- Ruta Uwajima

Intercambiador Uwajimaasahi << Intercambiador Uwajimasakashizu >> Intercambiador Uwajimabetto